# 南詔野史
《南詔野史》，明代关于南诏、大理国历史的书籍，有两种。
一卷本的《南詔野史》，题名倪辂集、杨慎校。取材于《白古通记》、史籍及传闻，辑录而成。记事止万历十三年，共二万余字。未能刻印，只有抄本流传。后来刻印通行的版本有明崇祯六年（1633年）阮元声的改订本。谢肇淛《滇略》、《千頃堂書目》、《明史·艺文志》、《四库提要·载记类存目》、赵魏《竹庵传抄书目》、莫伯骥《五十万卷楼群书跋文》等均著录此书。清代的王崧校本根据《四库全书总目提要》，改为明朝阮元声著。但是《提要》的著录本后来没有传世。王崧校订本，收入。
二卷本的《南詔野史》，题名杨慎辑、清代胡蔚订正。根据云南地方传说、参考史籍，编纂而成。记述明朝万历以前的云南地方历史，包括南诏由来及其源流，六诏及部落联盟的社会组织和各种传说，首载南诏星野、称名、古迹，六诏及其历代称名，南诏历代名宦、乡贤、名贤、源流、元明选举。其次概述南诏地方政权的世系，包括大白国（崖国）、拜国、建宁国、大封民国、大长和国、大天兴国、大义宁国、大中国、后理国。大蒙国传十三世，长和国传三世，天兴国、大义宁国一世，大理国十四世，大中国一世，后理国八世，段氏总管传十二世。对南诏、大理史迹记载比较详细。书中还征引了元明以来在云南传世的古籍文献以及民间传说、宗教神话。书中大体与倪本相同，所增补者较倪本为多，初刻于道光，再刻于光绪，后又有铅印本，流传较广。